# Компрессионная спортивная одежда

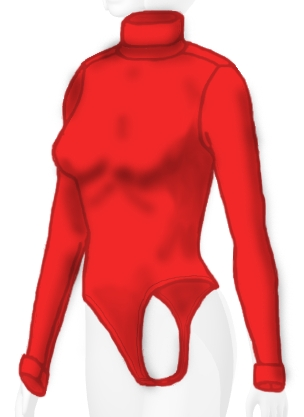
Один из вариантов женской одежды

Компрессионная спортивная одежда — одежда спортсменов, сделанная из специализированных эластичных материалов, облегающих тело. Такая одежда поддерживает мышцы, усиливает движения спортсмена, сохраняя и возвращая энергию при растяжении и сокращении мышц во время физической активности.
Комплект компрессионной одежды (тайтсы[неизвестный термин], майка, нижнее бельё и носки или чулки) обеспечивает спортсмену немного большую выносливость, силу, эффективность в расходе энергии. Компрессионная одежда плотно прилегает к телу и позволяет лучше чувствовать каждое движение, а это означает более чёткий контроль ситуации.
Преимущества:
- максимизирует силу движений;[источник не указан 3538 дней]
- минимизирует усталость, позволяет быстро восстанавливаться после самой интенсивной тренировки;[источник не указан 3538 дней]
- уменьшает напряжение мышц и сводит к минимуму риск возникновения судорог.[источник не указан 3538 дней]

Однако, компрессионная одежда, снижая и беря на себя часть спортивных нагрузок со спортсмена, тем самым снижает показатели физической подготовки мышц и всего тела спортсмена.